# 13332 Benkhoff
13332 Benkhoff (1998 SM58) là một tiểu hành tinh vành đai chính.